# Opstruktivna apneja tokom sna
Opstruktivna apneja tokom sna (engl. Obstructive sleep apnea, OSA) je jedan od najčešćih tipova apneja tokom spavanja i ona uzrokuje kompletnu ili parcijalnu opstrukciju gornjih disajnih puteva. Karakterišu je ponavljajuće epizode plitkog ili usporenog disanja tokom sna, uprkos napora da diše, i obično je povezana sa smanjenim zasićenjem krvnog kiseonika. Ove epizode umanjenog disanja, zvane „apneje” (doslovno, „bez disanja”), tipično traju 20 do 40 sekundi.
Osobe sa OSA su retko svesne svojih poteškoća disanja, čak i nakon buđenja. Ovo medicinsko stanje obično prepoznaju druge osobe koje su u prilici da posmatraju pacijenata tokom epizoda ili se postojanje poremećaja pretpostavlja zbog njegovih efekata na telo. OSA je obično praćen jakim hrkanjem. Ponekad se koriste termini sindrom opstruktivne apneje tokom sna ili sindrom opstruktivne apneje–hipopneje tokom sna za opisivanje OSA koji su povezani sa simptomima tokom dana. Simptomi mogu biti prisutni godinama ili čak decenijama bez identifikacije, pri čemu pojedinac može da manifestuje dnevnu pospanost i umor usled znatnih poremećaja spavanja. Osobe koje generalno same spavaju su često nesvesne stanja.

## Literatura
- Kapur, Vishesh K.; Auckley, Dennis H.; Chowdhuri, Susmita; Kuhlmann, David C.; Mehra, Reena; Ramar, Kannan; Harrod, Christopher G. (15. 03. 2017). „Clinical Practice Guideline for Diagnostic Testing for Adult Obstructive Sleep Apnea: An American Academy of Sleep Medicine Clinical Practice Guideline”. Journal of Clinical Sleep Medicine. 13 (3): 479—504. PMC 5337595 . PMID 28162150. doi:10.5664/jcsm.6506.

## Spoljašnje veze
- Opstruktivna apneja tokom sna на веб-сајту  (језик: енглески)

|  | Molimo Vas, obratite pažnju na važno upozorenje u vezi sa temama iz oblasti medicine (zdravlja). |